# Polygrammodes lauei
Polygrammodes lauei is een vlinder uit de familie van de grasmotten (Crambidae). De wetenschappelijke naam van de soort is voor het eerst geldig gepubliceerd in 1960 door Munroe.